# Palača Golestan
Palača Golestan (perzijsko: کاخ گلستان‎, Kākh-e Golestān), včasih znana tudi kot Palača rožnega vrta, je nekdanji kraljevi kompleks Kadžarov v glavnem mestu Irana, Teheranu.
Eden najstarejših zgodovinskih spomenikov v mestu Teheran in s statusom Unescove svetovne dediščine , palača Golestan spada v skupino kraljevih stavb, ki so bile nekoč znotraj obzidja Teheranskega arga (citadela). Kompleks je sestavljen iz vrtov, kraljevih stavb ter zbirk iranskih obrti in evropskih daril iz 18. in 19. stoletja.

## Zgodovina
Teheranski arg (citadela) je bila zgrajena v času vladavine Tahmaspa I. (vladal 1524–1576) iz dinastije Safavidov (1502–1736), pozneje pa ga je obnovil Karim Kan iz dinastije Zand (vladal 1750–1779). Agha Mohammad Kan iz dinastije Kadžar (1742–1797) je Teheran izbral za svojo prestolnico. Arg je postal sedež Kadžarov (1794–1925). Dvor in palača Golestan sta postala uradna rezidenca Kadžarov. Palačo je leta 1865 obnovil v sedanjo obliko Haji Ab ol Hasan Mimar Navai.
V obdobju rodbine Pahlavi (1925–1979) je bila palača Golestan uporabljena za formalne kraljeve sprejeme, dinastija Pahlavi pa je zgradila svojo palačo (Niavaran kompleks) v Niavaranu. Najpomembnejši slovesnosti v palači v času Pahlavija sta bili kronanje Reze Šaha (vladal 1925–1941) na marmorni prestol in kronanje Mohameda Reze Pahlavija (vladal 1941 – odstavljen 1979) v Muzejski dvorani.
Med letoma 1925 in 1945 je bil velik del stavb kompleksa uničen po ukazu Reza Šaha. Verjel je, da stoletja stara palača Kadžarov ne bi smela ovirati rasti sodobnega mesta. Na mestu starih stavb so bile postavljene poslovne stavbe v modernem slogu 1950-ih in 1960-ih let.

## Opis
Kompleks palače Golestan je sestavljen iz 17 struktur, vključno s palačami, muzeji in dvoranami. Skoraj ves ta kompleks je bil zgrajen med 131-letno vladavino Kadžarskih  kraljev. Te palače so bile uporabljene za številne priložnosti, kot so kronanja in druga pomembna praznovanja. Sestavljajo ga tudi trije glavni arhivi, vključno s fotografskim arhivom, knjižnico rokopisov in arhivom dokumentov.

### Marmorni prestol (Takht e Marmar)
Ta spektakularna terasa, znana kot Marmorni prestol, je bila zgrajena leta 1806 po naročilu Fath Ali Šaha iz rodbine Kadžar (vladal 1797–1834). Prestol, ki ga krasijo slike, rezbarije iz marmorja, ploščice, štukature, ogledala, emajl, lesene rezbarije in rešetkasta okna, uteleša najboljšo iransko arhitekturo. Marmorni prestol je ena najstarejših stavb zgodovinskega arga. Stoji na sredini terase (ivana) in je izdelan iz znamenitega rumenega marmorja iz province Yazd.
Prestol je izdelan iz petinšestdesetih kosov marmorja, oblikoval pa ga je Mirza Baba Naqash Bashi ("glavni slikar") z dvora. Mohammad Ebrahim, kraljevi zidar, je nadzoroval gradnjo in več slavnih mojstrov tistega časa je delalo pri izvedbi te mojstrovine. Arhitekturni detajli in drugi okraski terase so bili dokončani v času vladavine Fath Ali Šaha in Nasrudin Šaha (vladal 1848–1896).
Na tej terasi so potekala kronanja kraljev Kadžarov in uradne dvorne slovesnosti. Zadnje kronanje na Marmornem prestolu je bilo kronanje Reze Šaha iz dinastije Pahlavi leta 1925.

### Karima Kana kot (Khalvat e Karim Khani)
Ta stavba iz leta 1759 je bila del notranje rezidence Karima Kana iz rodbine Zand. Osnovna struktura Karim Kani Nooka je podobna Marmornemu prestolu. Tako kot slednja je tudi terasa. Na terasi je majhen marmornati prestol. Struktura je veliko manjša od Marmornega prestola in ima veliko manj okraskov. Nekoč je bil sredi te terase majhen ribnik z vodnjakom. Voda iz podzemnega potoka (kraljevega kanata) je pritekla iz vodnjaka v ribnik in je bila kasneje uporabljena za namakanje posesti palače.
Nasrudin Šah Kadžar je imel rad ta kotiček palače Golestan. Tu naj bi veliko časa preživel pri počitku ter v tihem razmišljanju kadil vodno pipo. Pravzaprav nekateri verjamejo, da je bil Nasrudin tisti, ki je strukturo poimenoval khalvat (kot). Zdi se nenavadno, toda dragoceni nagrobnik Nasrudina Šaha je končno našel pot v ta miren kotiček palače, potem ko je bil nekaj časa zapostavljen. Marmorni kamen z gravirano šahovo podobo je res prizor.

### Hiša ob ribniku (Howz Khaneh)
Dela evropskih slikarjev, predstavljena na dvoru Kadžarov, so shranjena v hiši ob ribniku.
Hiša je bila v času Kadžarov uporabljena kot poletna soba. Poseben hladilni sistem je črpal vodo iz podzemnega sistema potokov v majhne ribnike znotraj prostorov. Sistem je bil zasnovan tako, da gre skozi toliko poletnih prostorov, kot je potrebno. Vodo so nato usmerili ven za namakanje kraljevih vrtov. Zaradi škodljivih učinkov vlage na slike, ta sistem ni več v uporabi.

### Briljantna dvorana (Talar e Brelian)
Briljantna dvorana je dobila ime zako, ker jo krasi briljantno ogledalo iranskih obrtnikov. Dvorana je bila zgrajena po naročilu Nasrudin Šaha, da bi nadomestila drugo dvorano, imenovano Talar e Bolour ("kristalna dvorana"). Kristalna dvorana, zgrajena po ukazu Fath Ali Šaha, je bila zaradi vlage opustošena. Briljantna dvorana slovi po svojih ogledalih in lestencih. V palači Golestan obstaja oljna slika Yahya Kana (Sani ol Molk Ghafari), ki prikazuje dekoracijo te dvorane pred prenovo, ki jo je izvedel Mozafar ed Din Šah (vladal 1896-1907).
V etnografski galeriji v muzeju Horšam v Horšamu v Združenem kraljestvu je razstavljena iranska ploščica. Ploščica po besedah dr. Mehdittodjata (nekdanjega namestnika ministra za kulturo in visoko šolstvo Irana) prihaja iz palače Golestan. Izhaja z vhoda v Briljantno dvorano in je verjetno zavrnitev (ali pa je bila odvzeta) ob obnovi palače v obdobju 1867–92. G. in gospa Ayling sta jo našla razbito pod vratnico v Shipleyju, ki sta jo prijazno podarila muzeju. Plošča je vstavljena v omet, žal pa se ni ohranila vsa glazirana dekoracija.

### Dvorana posode (Talar e Zoruf)
Ta stavba je nadomestila stavbo Narenjestana na severu Slonokoščene dvorane (Talar e Adj). Vso porcelansko posodo, ki so jo evropski kralji posvetili Kadžarom, so odnesli v to sobo in jo razporedili v vitrine, ki so bile zgrajene za ta namen.
Med porcelanskimi izdelki v tej dvorani so najbolj izjemni:
- Porcelan, ki prikazuje napoleonske vojne, ki ga je podaril Napoleon Bonaparte.
- Porcelan, ki ga je podaril Nikolaj I. Ruski.
- Porcelan, posut z dragulji in gemami, ki ga je podarila kraljica Viktorija Britanska.
- Porcelan, ki ga je Viljem II. Nemški podaril iranskemu prestolonasledniku.
- Komplet iz malahita, ki ga je podaril Aleksander III. Ruski

### Slonokoščena dvorana (Talar e Adj)
Slonokoščena dvorana je velika dvorana, ki se je uporabljala kot jedilnica. Okrašena je bila z nekaterimi darili, ki so jih Nasrudin Šahu podarili evropski monarhi.
Med zbirkami palače Golestan je akvarel Mahmuda Kana Sabe (Malek osh Shoara), ki prikazuje zunanji pogled na to dvorano v obdobju Kadžarov.

### Dvorana zrcal (Talar e Aineh)
Dvorana zrcal je najbolj znana dvorana palače Golestan. Ta relativno majhna dvorana slovi po izjemnem delu iz ogledal. Dvorano je oblikoval Haj Abd ol Hossein Memar Bashi (Sanie ol Molk). Yahya Kan (Mowtamed ol Molk), ki je bil minister za arhitekturo, je svetovalec oblikovalca.

### Sprejemna dvorana (Talar e Salam)
Salam – sprejemna dvorana, je bila prvotno zasnovana kot muzej. Potem ko je bil Sončni prestol (Takht e Khorshid) prestavljen v Muzej kraljevih draguljev pri Centralni banki Irana, je bila ta dvorana določena za posebne sprejeme v prisotnosti kralja, od tod tudi ime Salam.
Ta dvorana ima izvrstna ogledala. Strop in stene so okrašeni z mavčnimi letvicami, tla pa so prekrita z mozaikom.
V času vladavine Nasrudin Šaha je bila ta dvorana uporabljena za razstavljanje iranskih in evropskih slik skupaj z darili, podarjenimi iranskemu dvoru. V steklenih vitrinah so bili razstavljeni kraljevi dragulji. Ti dragulji so zdaj shranjeni v Kraljevem muzeju draguljev Centralne banke Irana.

### Diamantna dvorana (Talar e Almas)
Diamantna dvorana je v južnem krilu palače Golestan, poleg stavbe lovilcev vetra. Imenuje se Talar e Almas ("Diamantna dvorana") zaradi izjemnega dela iz zrcal znotraj stavbe.
Gradnja te dvorane sega v čas Fath Ali Šaha. Nasrudin Šah je to dvorano prenovil, spremenil njen videz in zamenjal ogivalne oboke dvorane z rimskimi. Naročil je tudi stene oblečene s tapetami, uvoženimi iz Evrope. Ker osnovna struktura sega v čas Fath Ali Šaha, je edino primerno, da je ta dvorana namenjena razstavi umetnosti in rokodelstva iz tistega obdobja.

### Stavba lovilcev vetra (Emarat e Badgir)
Stavba lovilcev vetra je bila zgrajena v času vladavine Fath Ali Šaha. V času vladavine Nasrudin Šaha je doživela velike prenove, vključno s strukturnimi spremembami.
Akvarel Mahmouda Kana (Malek osh Shoara) prikazuje prvotno strukturo pred prenovo.
Obkrožata jo dve sobi, znani kot Gushvar ("kot "). Obstaja osrednja soba, ki se ponaša z najboljšim vitražem v palači Golestan. Zunaj so štirje vetrni stolpi iz modrih, rumenih in črnih glaziranih ploščic in zlata kupola.
Vetrni stolpi so izdelani tako, da omogočajo premikanje hladilnega vetra skozi strukturo.

### Sončna stavba (Shams ol Emareh)
Sončna stavba velja za najbolj osupljiv del palače Golestan.
Ideja o gradnji visoke zgradbe je prišla Nasrudin Šahu, ki je želel strukturo, iz katere bi lahko imel panoramski pogled na mesto.
Gradnja te stavbe, ki jo je zasnoval Moayer ol Mamalek, se je začela leta 1865 in je bila končana dve leti pozneje. Njegov arhitekt je bil Ali Mohammad Kashi.
Stavba ima dva enaka stolpa. Zunanji pogledi imajo več obokov, zapleteno delo s ploščicami in okrašena okna. Dva stolpa te stavbe sta pravzaprav majhni različici razgledne palače Safavidov Ālī Qāpū v Isfahanu.

### Muzej daril
Ta stavba je pod Sprejemno dvorano. Je del prvega iranskega muzeja, ki ga je zgradil Mohammad Ebrahim Kan Memar Bashi.
Pod vladavino Nasrudin Šaha je bila ta stavba uporabljena kot skladišče za porcelan in srebrnino, ki je bila podarjena Kadžarom.
V času Pahlavijev je bilo to skladišče spremenjeno v muzej, da bi razkrili redka darila.
Danes v tem muzeju poleg daril hranijo tudi nekaj redkih predmetov, med drugim:
- Čelada kralja Ismaila I.
- Lok in puščice kralja Naderja
- Trak za roko Fath Ali Šaha
- Zbirka kadžarskih grbov
- Krona Aga Mohammad Kana
- Okrašeno nojevo jajce

### Bela palača
Osmanski sultan Abdul Hamid je Nasrudin Šahu poslal dragocena darila in po poročanju je bilo teh daril dovolj, da bi napolnila grad. Kadžar se je odločil, da bo v mejah palače Golestan zgradil razstavno dvorano, vredno teh daril in na koncu je bila zgrajena palača Abyaz.
Verjame se, da je Nasrudin Šah sam zasnoval strukturo z osrednjo dvorano, ki je dovolj velika za preprogo, ki jo je poslal sultan Abd ol Hamid.
V palači Abyaz ("Bela"), ki je bila dokončana leta 1883, je zdaj eden najbolj zanimivih etnoloških muzejev v Iranu. Vključuje pisano razstavo tradicionalnih iranskih noš, pa tudi razstavo ljudske umetnosti.

### Muzejska dvorana
Nasrudin Šah je bil zelo navdušen nad razstavo artefaktov in dragocenih predmetov v evropskih muzejih med svojo drugo evropsko turnejo okoli leta 1872. V Teheran se je vrnil z namenom zgraditi muzejsko dvorano, v kateri bi razstavljali slike, kraljeve dragulje in druge kraljeve predmete.
Prvotna zbirka muzejske dvorane je zdaj raztresena med številnimi muzeji v Teheranu. Vendar pa so slike kraljevega dvora zdaj shranjene v palači Golestan, evropske slike pa so v Hiši ob ribniku, dela iranskih slikarjev pa v Hiši slik.
Dela iranskih slikarjev, ki naj bi prikazala razvoj slikarstva v Iranu v obdobju Kadžarov, so razstavljena v dveh delih:
- V južnem delu hiše so dela zgodnjih kadžarskih mojstrov, kot so Mirza Baba, Mehr Ali Afshar, Ali Akbar Khan (Mozaien od Dowleh) in Ab ol Hassan Sani (Sani ol Molk, stric Kamal ol Molk ).
- Severna hiša slik je bila sedež kraljeve garde v času Mohameda Reze Pahlavija. Severna dvorana je bila leta 1995 obsežno prenovljena in zdaj hrani dela poznejših mojstrov iz obdobja Kadžarov, kot so Mahmoud Khan Saba (Malek osh Shoara), Mohammad Gafari Kashani (Kamal ol Molk), Mehri in Mosa Momayez.

### Fhotografski arhiv
V kompleksu Golestan je zgodnja fotografska zbirka, ki vključuje fotografije, ki se v glavnem nanašajo na čas napredka fotografije v 19. stoletju v Evropi. Ustvarjena je bila po naročilu Nasrudin Šaha. Omenja se, da je bila »fotografija v kraljevi palači tako pogosta, da so se tudi kraljeve žene in njegovi služabniki slikali in igrivo pozirali pred kamero«. Obstaja slika enega služabnika s cvetjem, ki mu krasijo glavo in ramena.

## Uporaba danes
V današnjem stanju je palača Golestan rezultat približno 400-letne obnove.
Organizacija za kulturno dediščino Irana je 11. oktobra 2005 palačo predložila Unescu za vključitev na seznam svetovne dediščine leta 2007. 23. junija 2013 je bila razglašena za svetovno dediščino na Unescovem srečanju v Phnom Penhu.
Palačo Golestan trenutno upravlja Organizacija za kulturno dediščino Irana.